# Danh sách thác nước tại New Zealand

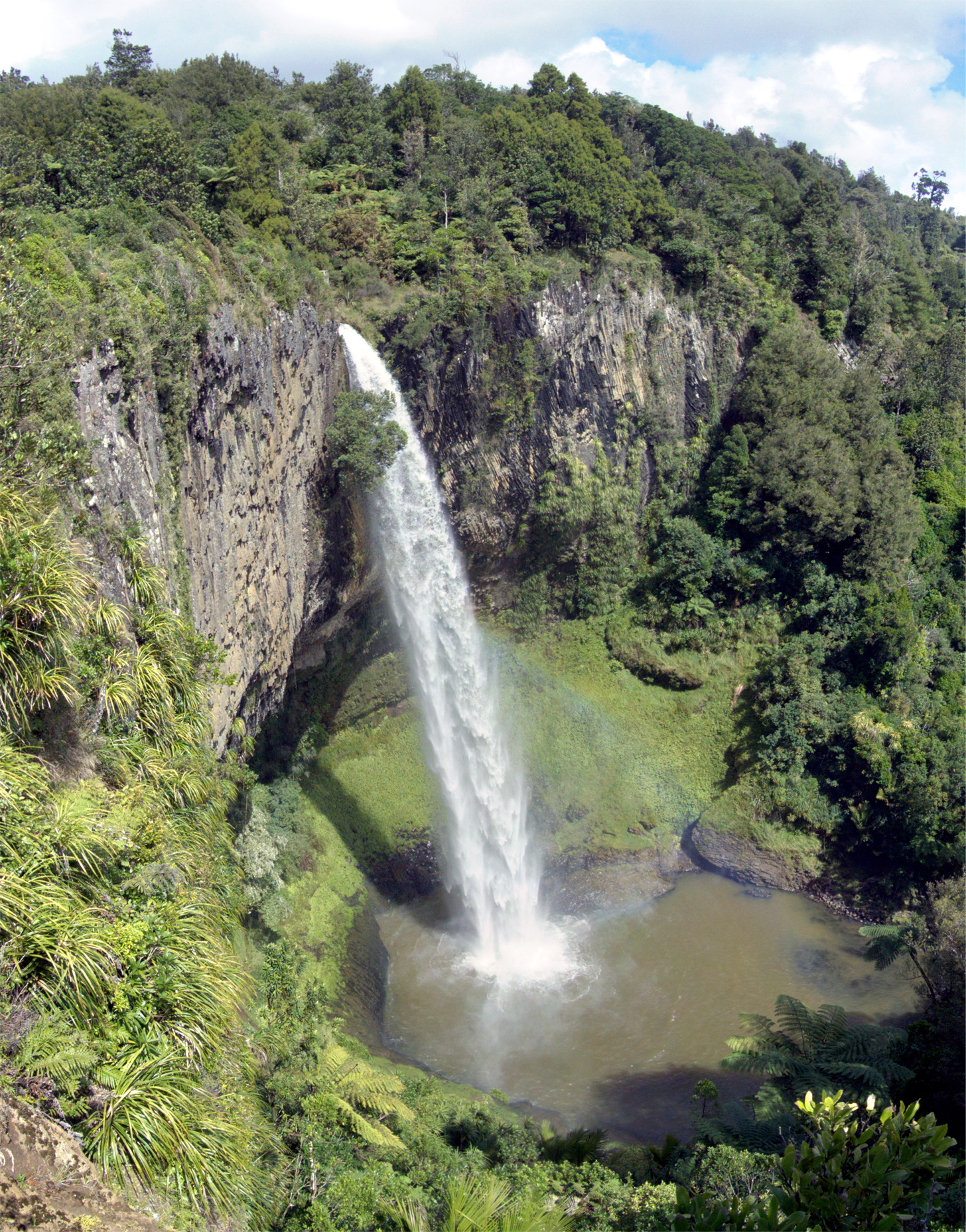
Thác nước Bridal Veil (Waireinga)

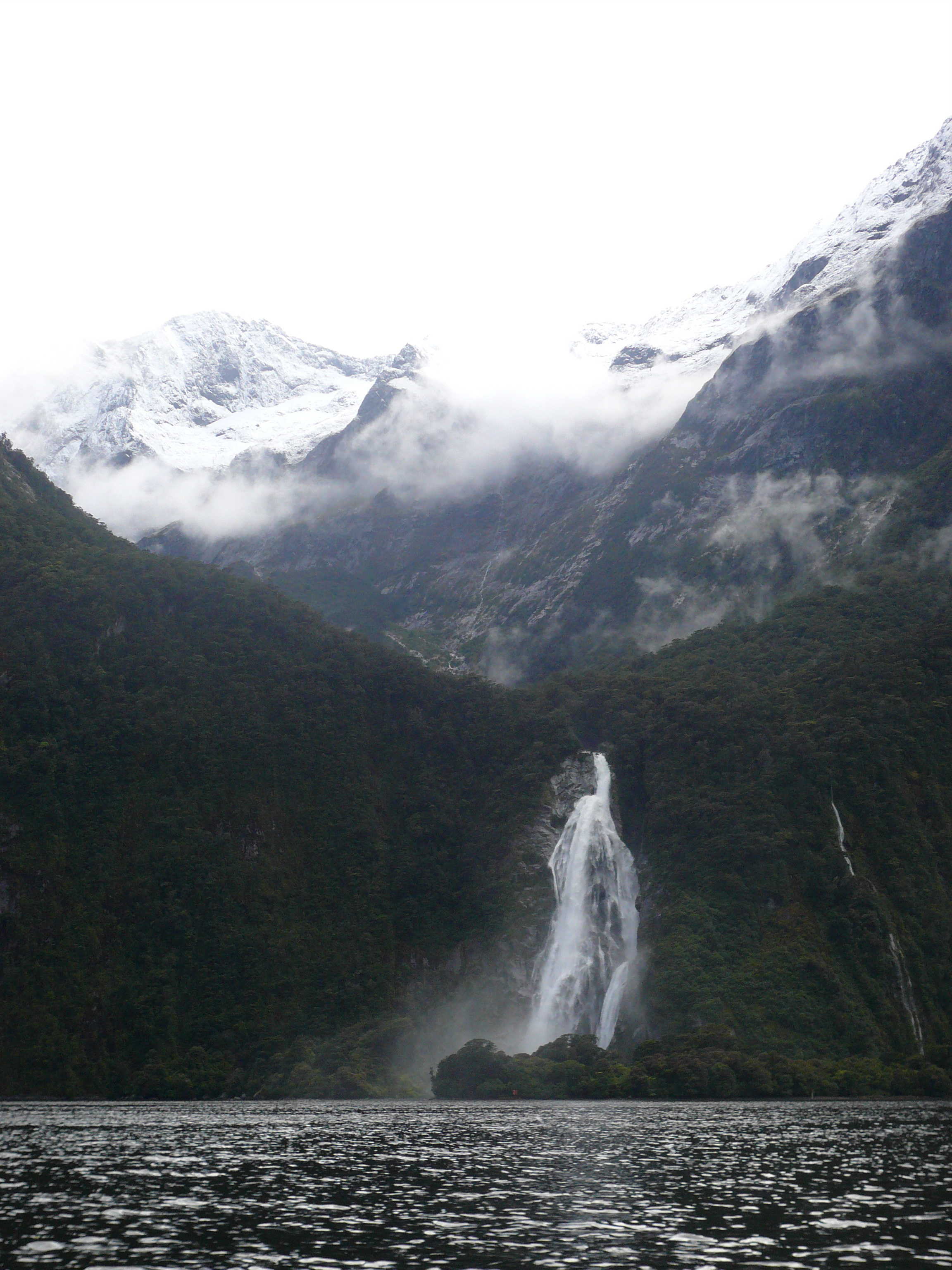
Thác nước Bowen đổ vào Vịnh hẹp Milford Sound.

Dưới đây là danh sách các thác nước đáng chú ý ở New Zealand. Nhiều trong số chúng là những thác nước cao nhất ở New Zealand, nằm tại Vườn quốc gia Fiordland, trong khu vực Southland của Đảo Nam. Có những thác nước đổ vào các vịnh hẹp thuộc biển Tasman. Chẳng hạn như Chamberlain, Helena, Lady Alice đổ vào vịnh hẹp Doubtful Sound hay Bowen, Stirling đổ vào vịnh hẹp Milford Sound.
| Tên                       | Chiều cao                           | Vị trí                                  |
| ------------------------- | ----------------------------------- | --------------------------------------- |
| Thác nước Ananui          |                                     |                                         |
| Thác nước Aniwaniwa       |                                     | Vùng Vịnh Hawke                         |
| Thác nước Bowen           | 162 mét (531 ft)                    | Vườn quốc gia Fiordland, Vùng Southland |
| Thác nước Bridal Veil     | 55 mét (180 ft)                     | Vùng Waikato                            |
| Thác nước Browne          | 836 mét (2.743 ft)                  | Vườn quốc gia Fiordland, Vùng Southland |
| Thác nước Grainger        |                                     | Vườn quốc gia Fiordland, Vùng Southland |
| Thác nước Helena          |                                     | Vườn quốc gia Fiordland, Vùng Southland |
| Thác nước Huka            |                                     | Sông Waikato, Vùng Waikato              |
| Thác nước Humboldt        | 275 mét (902 ft)                    | Vườn quốc gia Fiordland, Vùng Southland |
| Thác nước Hunua           | 30 mét (98 ft)                      | Vùng Auckland                           |
| Thác nước Hururu          |                                     |                                         |
| Thác nước Kitekite        | 40 mét (130 ft)                     | Vùng Auckland                           |
| Thác nước Lady Alice      | 200 mét (660 ft) - 280 mét (920 ft) | Vườn quốc gia Fiordland, Vùng Southland |
| Thác nước Chamberlain     | 700 mét (2.300 ft)                  | Vườn quốc gia Fiordland, Vùng Southland |
| Thác nước Lake Unknown    | 680 mét (2.230 ft)                  | Vườn quốc gia Fiordland, Vùng Southland |
| Thác nước Madonna         |                                     | Vùng Waikato                            |
| Thác nước Mauku           |                                     |                                         |
| Thác nước McLean          | 22 mét (72 ft)                      | Bờ biển Catlins, Vùng Otago             |
| Thác nước Mokau           |                                     | Vùng Vịnh Hawke                         |
| Thác nước Núi Damper      | 74 mét (243 ft)                     | Vùng Taranaki                           |
| Thác nước Okere           |                                     | Vùng Vịnh Plenty                        |
| Thác nước Owharoa         |                                     | Vùng Waikato                            |
| Thác nước Palisade        |                                     |                                         |
| Thác nước Purakaunui      | 20 mét (66 ft)                      | Bờ biển Catlins, Vùng Otago             |
| Thác nước Rainbow         | 27 mét (89 ft)                      | Vùng Northland                          |
| Thác nước Stirling        | 150 mét (490 ft)                    | Vườn quốc gia Fiordland, Vùng Southland |
| Thác nước Sutherland      | 580 mét (1.900 ft)                  | Vườn quốc gia Fiordland, Vùng Southland |
| Thác nước Tarawera        | 35 mét (115 ft)                     | Vùng Vịnh Plenty                        |
| Te Rere o Kapuni          |                                     | Vùng Taranaki                           |
| Thác nước Wairere         | 153 mét (502 ft)                    | Dãy Kaimai, Vùng Waikato                |
| Thác nước Waitakere       |                                     |                                         |
| Thác nước Te Rere I Oturu | 40 mét (130 ft)                     | Dãy Kaimai, Vùng Vịnh Plenty            |